# Gnamptogenys ammophila
Gnamptogenys ammophila é uma espécie de formiga do gênero Gnamptogenys.